# Low Roar
Low Roar var et islandsk-amerikansk post-rock band, som blev dannet af Ryan Karazija, en amerikansk musiker som havde flyttet til Island, i 2011. Gruppen var oprindeligt et etmandsprojekt, og eksisterede frem til 2022, hvor at det blev opløst efter Karazijas død.

## Historie
Low Roar blev dannet af Ryan Karazija, en amerikansk musiker fra Californien, som havde flyttet til Island i 2010. Gruppen var oprindeligt et etmandsprojekt, dog Karazija havde et meget tæt samarbejde med producer Andrew Scheps. Deres selvbetitlet debutalbum blev udgivet i november 2011. Over de næste album blev trommeslager Leifur Björnsson og keyboardist Logi Guðmundsson del af gruppen, dog alt musik stadig blev skrevet af Karazija. Low Roar udgav yderligere fire album, før Karazija døde den 30. oktober 2022 af lungebetændelse. Karazija havde dog før sin død arbejdet på et sjette album, og over de næste år færdiggjorde Scheps det. Albummet House in the Woods blev udgivet i februar 2025.
Low Roar havde oprindeligt meget begrænset kommerciel succes, men efter at deres musik blev inkluderet på soundtracket til computerspillet Death Stranding i 2019 fik de et markant boost i popularitet. Deres inklusion i spillet skete efter at spildesigneren Hideo Kojima ved et tilfælde opdagede deres musik i en pladebutik i Reykjavik.

## Diskografi
Studiealbum
- Low Roar (2011)
- 0 (2014)
- Once in a Long, Long While... (2017)
- ross. (2019)
- maybe tomorrow... (2021)
- House in the Woods (2025)